# Традиційна дружина

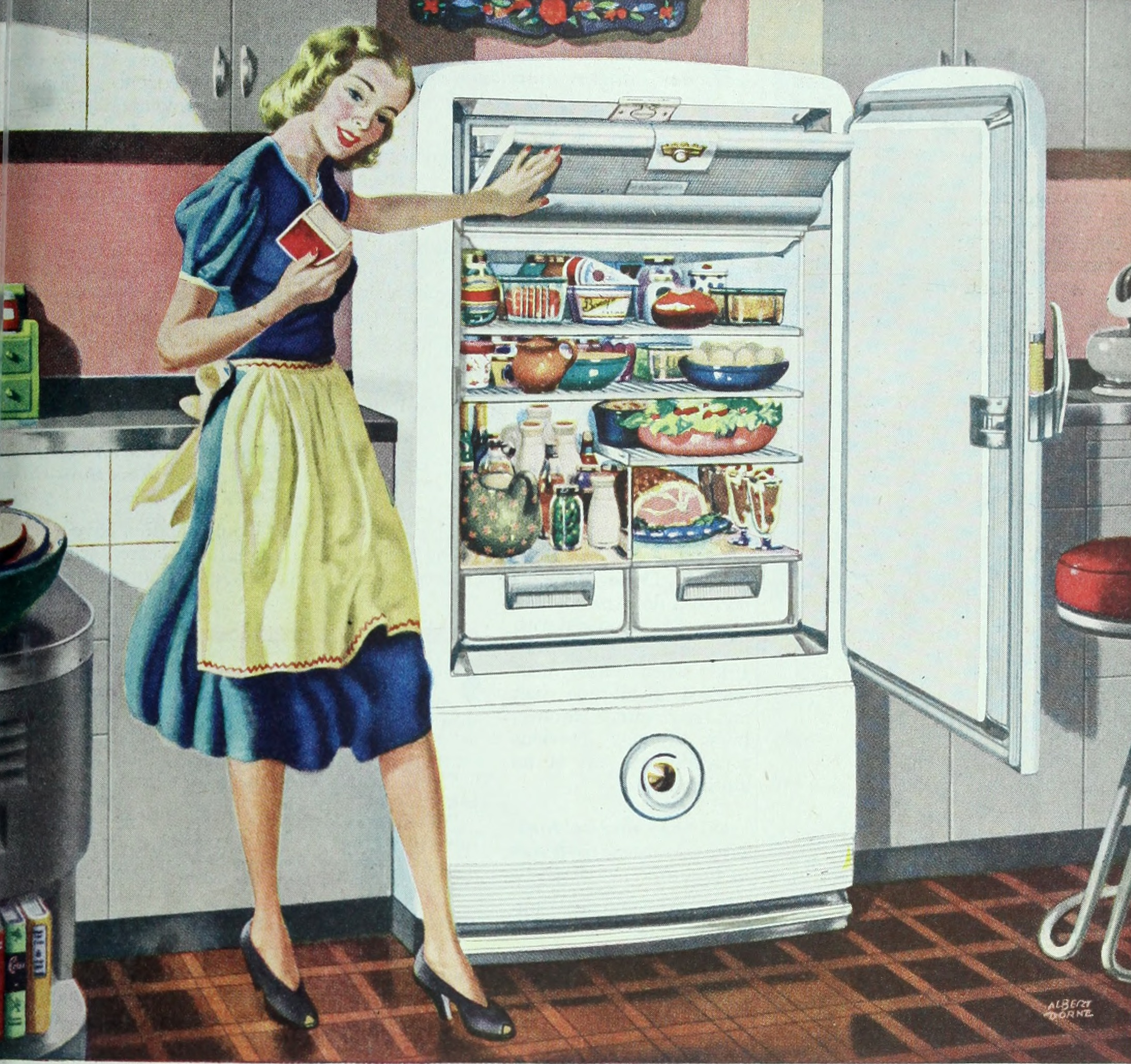
Реклама в журналі Ladies Home Journal за 1948 рік із зображенням домогосподарки у фартусі й рясно наповненим холодильником

Традиційна дружина або траддружина, традружина (від англ. tradwife, що є скороченням від traditional wife — традиційна дружина, або traditional housewife — традиційна домогосподарка) — в англомовній літературі позначення жінки, яка вважає за краще виконувати традиційну або ультратрадиційну роль у шлюбі, включаючи віру в те, що місце жінки вдома й що дружини повинні бути під «крилом»/захистом чоловіка. Деякі такі жінки, можливо, вирішили залишити кар’єру в бізнесі чи громадському житті, щоб зосередитися на сім’ї та вихованні дітей. Термін є неологізмом.
Використання цього терміна частково поширилося через акаунти в соціальних мережах, таких як YouTube та Instagram, автори яких — жінки, що вихваляють переваги залишатися вдома, готувати їжу, мати багато дітей і виховувати їх, підкорятися чоловічому лідерству та поводитися як «традиційні дружини» (традружини). Повідомлення в журналі America, ліберальному католицькому виданні, припускало, що деякі прихильники концепції «традиційної жінки» прийняли практику носити покривала в церкві, щоб привабити чоловіків.
Концепція викликає суперечки частково через асоціації в Сполучених Штатах і Британії з альтернативними правими, білим націоналізмом і Республіканською партією. Він відкидає багато заповідей фемінізму та приймає уявлення про те, що чоловік є домінуючою фігурою в домогосподарстві. Колумністка The New York Times Енні Келлі припустила існування зв'язку між ідеєю «традиційних жінок» і білим супремасизмом, аргументуючи це тим, що рух закликав більше білих жінок народжувати дітей, щоб компенсувати зниження народжуваності. Гефзіба Андерсон, пишучи для Prospect, описала рух традиційних дружин як маргінальний.
Для деяких жінок, які вважають себе «традиційними дружинами», що підкоряються чоловікові, також означає покладання на чоловіка відповідальність за фінанси сім’ї, коли дружина отримує певні гроші на витрати. Наприклад, Еліна Петтітт почувалася «відчуженою», коли виростала в 1990-х, і їй не подобалися настрої «давайте боротися з хлопцями, виходити, ставати незалежними та розбивати скляні стелі», натомість вона асоціювала себе з телевізійними шоу 1950-х і 1960-х років. Вона пояснювала:
Оскільки він годувальник, його обов’язок піклуватися про сім’ю. Він контролює основні фінанси. Якщо я хочу витратити гроші та змінити диван, він каже «ні», оскільки він в курсі того, що відбувається всередині та назовні [сім'ї]. Він дає мені грошей. Я отримую їх, щоб виконувати свої обов'язки, купувати те, що закінчується тощо. Якщо я буду ощадливою, все, що залишиться [з грошей], буде моїм.— Еліна Петтітт, пояснюючи свою позицію на шоу «This Morning»
Є приклад відомої та високопоставленої жінки, яка залишила свою кар’єру, щоб стати традиційною дружиною: канадка Синтія Лоуен, колишня Міс Канада, відмовилася від свого шляху становлення лікаркою, щоб цілодобово бути домогосподаркою для свого чоловіка. Вона наполягає, що «відтак є щасливішою» з чоловіком у ролі годувальника й із собою в ролі відповідальної за дім; вона каже, що отримує задоволення від такої домовленості.